# Komaranahalli, Harihar
Komaranahalli là một làng thuộc tehsil Harihar, huyện Davanagere, bang Karnataka, Ấn Độ.